# Edward Kielar
Edward Kielar (ur. 6 lipca 1892 w Haczowie, zm. 1940 w ZSRR) – kapitan sanitarny Wojska Polskiego, działacz niepodległościowy, ofiara zbrodni katyńskiej.

## Życiorys
Urodził się 6 lipca 1892 w Haczowie jako syn Piotra. W 1911 ukończył C. K. Gimnazjum Męskie w Sanoku (w jego klasie byli Józef Dąbrowski, Aleksander Ślączka – obaj także ofiary zbrodni katyńskiej; Kazimierz Niedzielski, Julian Krzyżanowski, Antoni Owsionka, Kazimierz Piech).
Po odzyskaniu przez Polskę niepodległości został przyjęty do Wojska Polskiego. Awansowany do stopnia porucznika w korpusie oficerów administracji dział sanitarny ze starszeństwem z dniem 1 czerwca 1919. W 1923 był przydzielony do 10 batalionu sanitarnego w Przemyślu. Na przełomie lat 20. i 30. był przydzielony do 10 Szpitala Okręgowego w Przemyślu. Na stopnień kapitana został mianowany ze starszeństwem z 1 stycznia 1936 i 2. lokatą w korpusie oficerów sanitarnych. W marcu 1939 pełnił służbę na stanowisku dowódcy kompanii szkolnej Kadry Zapasowej 10 Szpitala Okręgowego. W tym samym czasie jako kapitan ze starszeństwem z 1 stycznia 1936 zajmował 2. lokatę w korpusie oficerów zdrowia (grupa sanitarna).
Po wybuchu II wojny światowej i agresji ZSRR na Polskę z 17 września 1939 na terenach wschodnich II Rzeczypospolitej został aresztowany przez sowietów. W 1940 został zamordowany w więzieniu NKWD w Kijowie przy ul. Karolenkiwskiej 17. Jego nazwisko znalazło się na tzw. Ukraińskiej Liście Katyńskiej opublikowanej w 1994 (został wymieniony pod nazwiskiem „Kiellar” na liście wywózkowej 55-476 oznaczony numerem 1281). Został pochowany na otwartym w 2012 Polskim Cmentarzu Wojennym w Kijowie-Bykowni.

## Ordery i odznaczenia
- Krzyż Walecznych[13][19]
- Medal Niepodległości – 24 października 1931 „za pracę w dziele odzyskania niepodległości”[20][21]
- Srebrny Krzyż Zasługi[22]
- Medal 10 Rocznicy Wojny Niepodległościowej (Łotwa)[23][13]

## Upamiętnienie

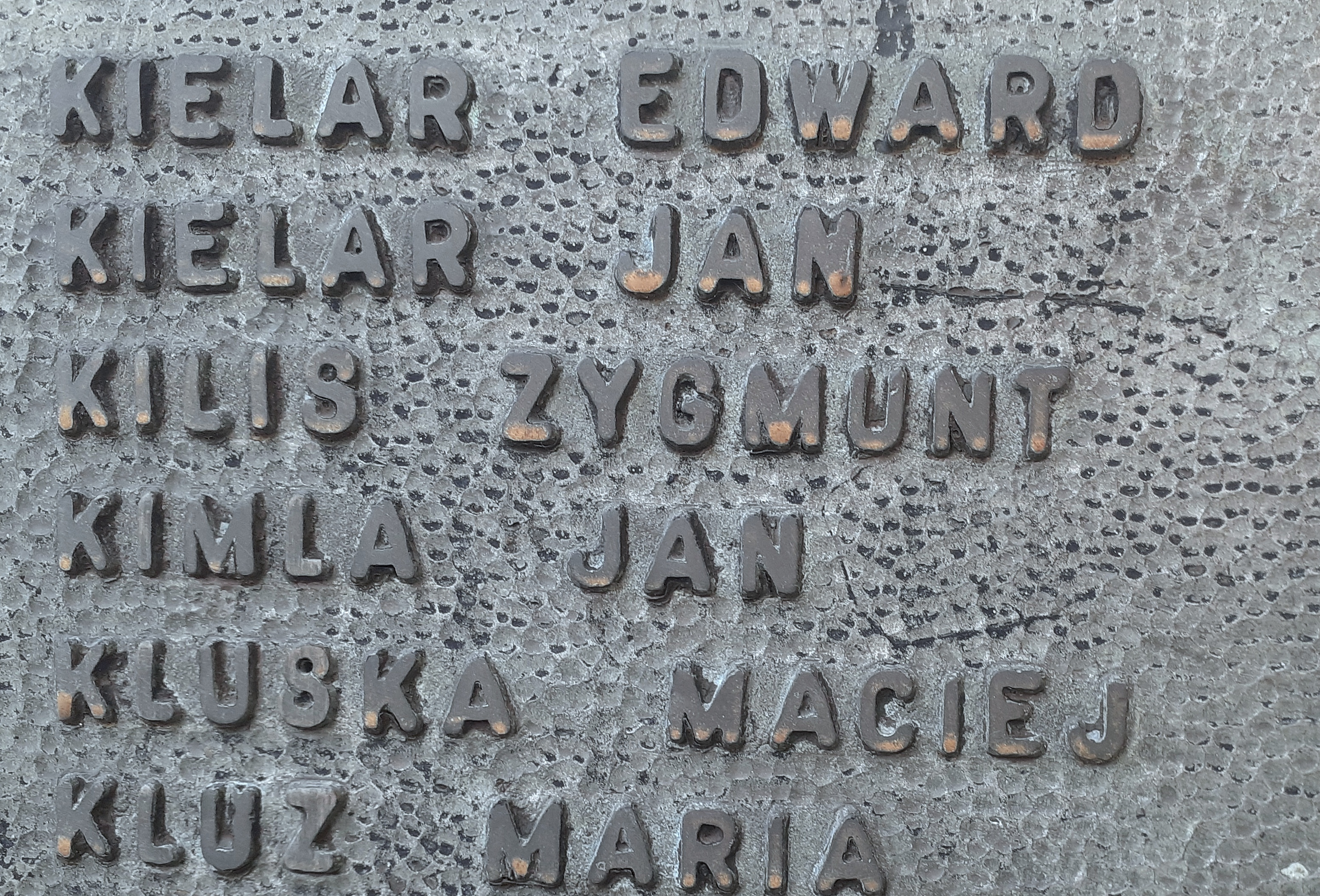
Upamiętnienie na Mauzoleum w Sanoku

Podczas „Jubileuszowego Zjazdu Koleżeńskiego b. Wychowanków Gimnazjum Męskiego w Sanoku w 70-lecie pierwszej Matury” 21 czerwca 1958 jego nazwisko zostało wymienione w apelu poległych w obronie Ojczyzny w latach 1939–1945 oraz na ustanowionej w budynku gimnazjum tablicy pamiątkowej poświęconej poległym i pomordowanym absolwentom gimnazjum (wskazany w gronie poległych w walkach 1939 r.).
W 1962 Edward Kielar został upamiętniony wśród innych osób wymienionych na jednej z tablic Mauzoleum Ofiar II Wojny Światowej na obecnym Cmentarzu Centralnym w Sanoku.